# ATC-kod A01: Medel vid mun- och tandsjukdomar
ATC-kod A01: Medel vid mun- och tandsjukdomar är en del av klassificeringssystemet ATC (Anatomical Therapeutic Chemical Classification System) för läkemedel och vissa andra medicinska produkter. ATC utvecklas av WHO och består av alfanumeriska koder indelade i grupper utifrån anatomi, medicinsk funktion och läkemedelstyp på 5 olika kodnivåer. Denna sida utgör innehållet i en specifik grupp på nivå 2.

## A01A Medel vid mun- och tandsjukdomar

### A01AA Medel mot karies
A01AA01 Natriumfluorid
A01AA02 Natriummonofluorfosfat
A01AA03 Olaflur
A01AA04 Tenn(II)fluorid
A01AA30 Kombinationer
A01AA51 Natriumfluorid, kombinationer

### A01AB Kemoterapeutika och antiseptika för lokal behandling i munhålan
A01AB02 Väteperoxid
A01AB03 Klorhexidin
A01AB04 Amfotericin B
A01AB05 Polynoxylin
A01AB06 Domifen
A01AB07 Oxikinolin
A01AB08 Neomycin
A01AB09 Mikonazol
A01AB10 Natamycin
A01AB11 Övriga medel
A01AB12 Hexetidin
A01AB13 Tetracyklin
A01AB14 Bensoxoniumklorid
A01AB15 Tibezoniumjodid
A01AB16 Mepartricin
A01AB17 Metronidazol
A01AB18 Klotrimazol
A01AB19 Natriumperborat
A01AB21 Klortetracyklin
A01AB22 Doxycyklin
A01AB23 Minocyklin

### A01AC Glukokortikoider för lokal behandling i munhålan
A01AC01 Triamcinolon
A01AC02 Dexametason
A01AC03 Hydrokortison
A01AC54 Prednisolon, kombinationer

### A01AD Andra medel för lokal behandling i munhålan
A01AD01 Epinefrin (adrenalin)
A01AD02 Benzydamin
A01AD05 Acetylsalicylsyra
A01AD06 Adrenon
A01AD07 Amlexanox
A01AD08 Bekaplermin
A01AD11 Övriga medel

### Engelska
- WHO Collaborating Centre for Drug Statistics Methodology - ATC Index
- WHO Collaborating Centre for Drug Statistics Methodology - ATCvet Index

### Svenska
- SIL online
- FASS.se - ATC
- FASS.se - Veterinär-ATC
- Sök läkemedelsfakta - Läkemedelsverket
- Socialstyrelsen : Klassifikationer
- Nationellt produktregister för läkemedel - NPL